# David Schwartz
David Schwartz, né le 6 août 1967 à Brooklyn (New York) est un avocat pénaliste américain et ancien procureur de New York. Schwartz est associé chez Gerstman Schwartz & Malito, un cabinet d'avocats à New York. Il est l'actuel avocat et porte-parole des médias représentant Michael Cohen dans le scandale Stormy Daniels-Donald Trump,,.

## Carrière
Schwartz pratique actuellement le droit et le lobbying (relations gouvernementales) avec ses comparutions devant la Cour suprême des États-Unis, le tribunal de district des États-Unis de New York, le tribunal fiscal des États-Unis, la Cour suprême de New York, tribunal pénal et civil de la ville de New York et le tribunal de district du comté de Nassau. Il est également membre du Forbes New York Business Council et apparaît dans les médias pour commenter des questions juridiques et représente les parties dans des procès notables.
Au cours de sa carrière, Schwartz représente plusieurs accusés dans des affaires très médiatisées, notamment le procès pour viol du frère de Nicki Minaj et du Yellow Cab, des propriétaires de médaillons de taxi new-yorkais et d'Uber. 
Le Sénat de l'État de New York nomme Schwartz membre de la commission sur la nomination des juges à la Cour d'appel de New York. Il est également administrateur de la Brooklyn Bar Association. Schwartz exerce le droit en tant qu'avocat plaidant, lobbyiste et défenseur des entreprises, des associations commerciales, des organismes à but non lucratif et des particuliers au cours des dernières décennies. Il sert la population de l'État de New York en tant que procureur adjoint du comté de Kings de 1993 à 1997. À ce poste, Schwartz a géré des centaines de poursuites pénales.

### Scandale entre Daniels et Donald Trump
Au cours du scandale sur les relations entre Stormy Daniels et Donald Trump, Schwartz est l'avocat et le représentant de Michael Cohen dans les médias. Par exemple, Schwartz a, le 19 mars 2018, une discussion animée sur CNN avec l'avocat de Stormy Danield, Michael Avenatti, au sujet d'un accord de non-divulgation contesté,.